# Gastronomía del Cuzco

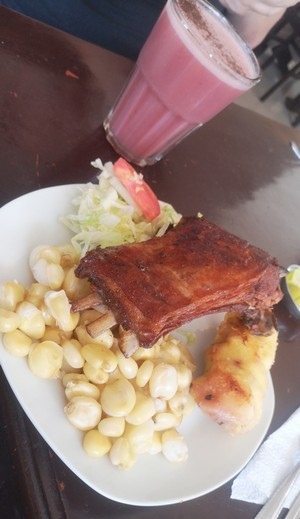
Plato de costillar de cordero frito, choclo desgranado, ensalada, oca sancochada y vaso de frutillada

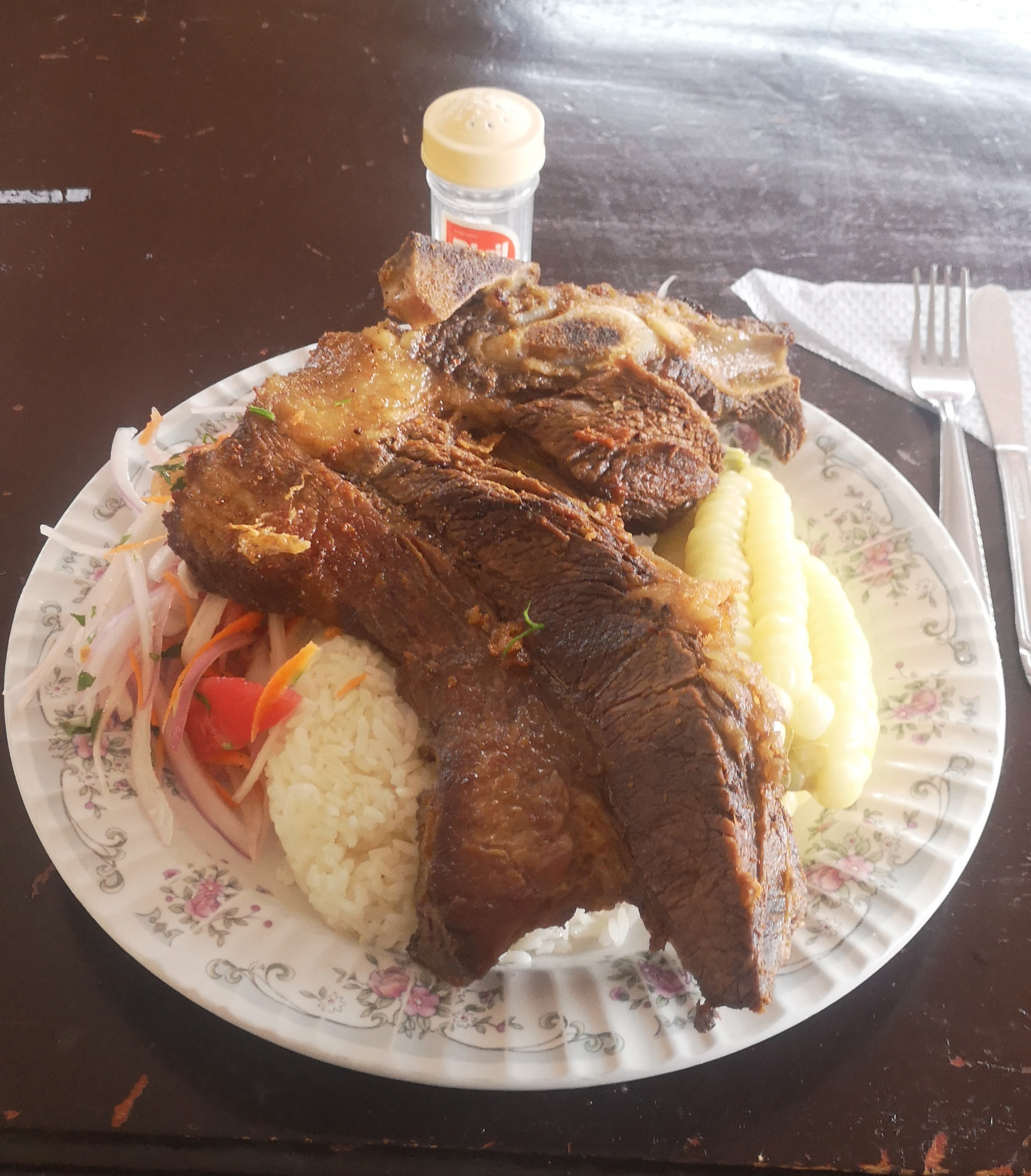
Plato de pecho dorado con arroz blanco, sarza y choclo.

La gastronomía del Cusco se refiere al conjunto de platos típicos de la ciudad de Cusco ubicada en el departamento del Cusco, en los Andes surorientales del Perú. Esta gastronomía presenta una diversificada cantidad de platos producto del mestizaje y fusión de su tradición preincaica, incaica, colonial y moderna. Es una variación de la gastronomía andina peruana aunque mantiene algunos rasgos culturales típicos del sur peruano.

## La picantería
"Picantería" es el nombre que se dio a los lugares de venta de comida típica. La denominación de un local como "picantería" se da en algunas ciudades del país y, usualmente, hace referencia a un restaurante que ofrece cocina típica de esas localidades (en las que se utiliza el ají como producto esencial de la gastronomía peruana) así como la venta de chicha de jora. En el Cusco, las picanterías cumplían no sólo una función de expendio de alimentos sino que también tenían una función social al servir como centro de reunión social. La existencia de las picanterías dio lugar también a las denominadas "chicherías" donde se producía y vendía la chicha de jora. Hacia la década de 1980, en el centro histórico del Cusco existían cerca de 100 picanterías ubicadas principalmente en los barrios tradicionales de San Cristóbal, Santa Ana, San Pedro y San Blas.

## Platos típicos
Aunque la lista de platos típicos puede variar entre las personas, Tapia y García presentan una lista de comidas y bebidas que se encuentran usualmente en una picantería cusqueña:

### Comidas
- Costillar frito
- Caldo de panza
- Panza apanada
- Chuleta frita
- Tarwi
- Carne a la parrilla
- Pecho dorado
- Malaya frita
- Churrasco al jugo
- Estofado de canuto
- Ubre apanada
- Caldo de malaya
- Suflé de rocoto
- Chicharrón
- Choclo con queso
- Cuy al horno
- Solterito de kuchicara
- Corazón a la brasa

También se encuentra otros platos como el chairo, el adobo, el rocoto relleno, el kapchi, las lawas o cremas hechas con maíz o chuño y el Timpu originario de la ciudad cusqueña servido en épocas de Carnaval.

### Bebidas
- Chicha de jora
- Frutillada

## Chiri Uchu

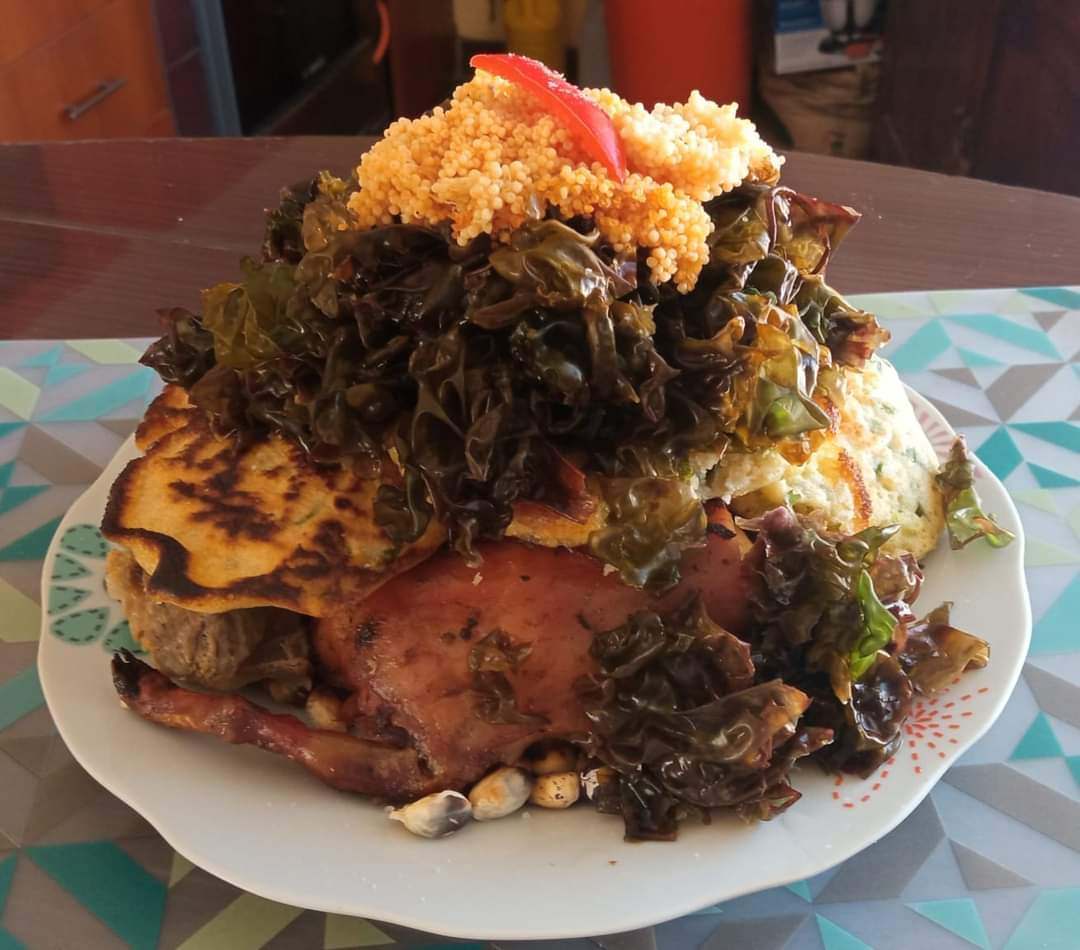
Plato de Chiriuchu

El Chiri Uchu es un plato típico de la localidad que no es ofrecido en picanterías ya que su consumo se produce en el mes de junio durante las festividades cusqueñas del Inti Raymi y, principalmente, del Corpus Christi. Es considerado una de las expresiones gastronómicas más auténticas del Cusco ya que mezcla en sí tanto sabores autóctonos de los Andes peruanos como otros que fueron traídos por los conquistadores españoles. Es un plato frío que incluye diversas carnes (cuy, gallina sancochada, charqui, morcilla, salchicha), papas, queso, torreja de maíz, huevera de peces de río y algas de laguna.

#### Libros y publicaciones
- Llosa, Eleana (1993). «Comer en una Picantería Cusqueña».  En Olivas Weston, Rosario, ed. Cultura identidad y cocina en el Perú. Escuela Profesional de turismo y Hotelería, Facultad de Ciencias de la Comunicación, Turismo y Sicología, Universidad San Martin de Porres. pp. 115-134.
- Tapia Peña, Saúl; García Huallpa, Juan Fabrizio (2011). Picanterías típicas para la promoción turística en el barrio de San Blas del Cusco (Licenciatura). Universidad Nacional de San Antonio Abad del Cusco.

- Datos: Q76569835
- Multimedia: Gastronomy in Cusco / Q76569835